# Le Cheval d'or
Le Cheval d'or  (Het Gouden paard en néerlandais) est le quarante-deuxième album de la série de bande dessinée Bob et Bobette. Il porte le numéro 100 dans la série actuelle.
Il a été écrit et dessiné par Willy Vandersteen et publié dans le magazine Tintin du 26 février 1958 au 23 avril 1959. C'est la huitième et dernière histoire de Bob et Bobette que Vandersteen a réalisée pour Tintin . Vandersteen a commencé à travailler sur Le Sonomètre immédiatement après Le Cheval d'or, mais il n'a jamais terminé cette histoire. À proprement parler, l'histoire fait partie de la série bleue, mais n'a jamais été publiée sous forme d'album dans cette série. 

## Synopsis
Lambique est médecin de bord d’un navire de guerre et vit dans un petit village côtier aux Pays-Bas. Bob et Bobette vivent avec lui. Un soir, Don Alvarez de Léon arrive à la maison, mais est abattu avant de pouvoir entrer. Lambique peut à peine le sauver. Don Alvarez dit qu’il rencontrerait un homme au chapeau jaune à l’auberge et Bob y est envoyé. Bobette lui suit et voit qu’il se fait attaquer en chemin. Mais Bob parvient à s’échapper et les enfants vont ensemble à l’auberge. Ils ne savant pas qu’ils sont entendus lorsque l’homme au chapeau jaune leur dit qu’une cargaison secrète doit être livrée aux ruines du moulin. Ensemble avec Lambique, ils y apportent la cargaison. Là, ils sont attaqués par des bandits et le moulin est incendié. Lambique parvient à sauver la cargaison et en libère un cheval d’or nommé Pepita. 
Don Alvarez explique qu’il devait amener Pepita à bord du navire Vittoria, pour se rendre à Vera Cruz, aux Amériques. Le conquistador Cortès veut offrir le cheval à l’empereur aztèque Montezuma pour lui impressionner. Les amis promettent d’amener le cheval à bord du galion, mais ce dernier est entretemps tombé entre les mains des partisans de Velázquez, les mêmes qui ont mis le feu au moulin. 
Les amis parviennent à monter à bord du galion. Lambique arrive à maîtriser le capitaine, mais bientôt ils sont eux-mêmes maîtrisés. Lorsque Lambique doit marcher la planche, Pepita vient à sa rescousse et blesse de nombreux hommes. Comme il n’y a pas d’autre médecin à bord, le capitaine décide de garder Lambique pour qu’il puisse soigner les blessés. Lorsqu’ils accostent près d’une île, Bob et Bobette voient un pirate. Avec une ruse, ils arrivent à faire débarquer le capitaine. Ensuite, les autres hommes fuient également lorsqu’ils pensent que Bob et Bobette ont la peste. 
Après deux jours de navigation, ils rencontrent un tourbillon et échouent sur la côte du Yucatán. Lambique trouve un passage secret dans une statue et libère ainsi l’explorateur Geronimo, qui était tombé entre les mains des Tabascans. Cortez veut soumettre les Tabascans et les allier pour attaquer la capitale aztèque. Bob est maîtrisé et emmené dans un village et les amis partent à sa recherche, mais tombent eux-aussi dans un piège. Lambique entend que les hommes veulent offrir le cheval d’or à Montezuma au nom de Velázquez. Ils menacent de tuer Bob si Lambique ne leur donne pas le cheval. Mais quand Lambique apporte Pepita, les hommes découvrent de l’or en même temps et ils n’attachent plus aucune valeur à leur mission. Lambique parvient à échapper aux Tabascans et aux Espagnols avec Pepita, mais il revient lorsqu’il apprend que de nombreuses personnes ont été blessées dans les combats. Les Espagnols lui sont très reconnaissants et retournent en Espagne. 
Les scouts de Montezuma maîtrisent Bob et Bobette. Les deux enfants sont amenés à une statue de Huitzilopochtli, le dieu de la guerre. Ils sont placés sur une pierre sacrificielle et lorsque le soleil brille sur la statue, ils seront sacrifiés. Lambique veut les sauver, mais boit accidentellement un somnifère. Toutefois, une explosion sauve les enfants et les hommes se soumettent. 
Les prêtres-soleil de Montezuma viennent accueillir les amis. Selon une vieille légende, un esprit blanc viendrait châtier le peuple, et ils sont emmenés à Tenochtitlan. Le prêtre en chef fait plusieurs tentatives pour tuer le cheval d’or avant qu’il ne soit amené à l’Empereur Montezuma, mais Lambique, Bob et Bobette arrivent chaque fois à sauver Pepita. 
Lors d’une promenade, Bob se retrouve dans un par cet y sauve le jeune esclave Mitlo d’un cougar. Mitlo prévient Bob que tous les Blancs sont en danger, sur quoi Bob prévient ses amis. Ils emmènent enfin Pepita à l’Empereur. Lambique et le cheval exécutent une danse pour Montezuma. Les amis sont invités au dîner et Pepita est autorisée à se rafraîchir dans l’étang sacré, où se trouve également un alligator sacré. Pepita parvient à maîtriser l’alligator, après quoi Montezuma est convaincu de son pouvoir. La récompense s’avère être que Pepita sera sacrifiée. Si Lambique veut la sauver, il doit affronter deux guerriers jaguar, deux guerriers aigles et un guerrier serpent. A l’aide de quelques astuces intelligentes, il parvient à gagner tous les combats. 
Ensuite, Bob, Bobette et Pepita sont sauvés par Mitlo d’une pièce se remplissant avec du gaz. Ils s’enfuient avant que les prêtres-soleil ne puissent les tuer. Lambique, quant à lui, gagne donc toutes les batailles et est envoyé par Montezuma à l’armée de Cortès pour lui dire de venir en paix. L’armée s’approche déjà de la capitale. Quand Lambique a un accident, il voit par hasard l’empereur prendre un passage secret. Après avoir entendu une conversation, il intervient et tue une personne qui attaque l’empereur. Cependant, la personne vue par Lambique comme l’agresseur, s’avère être Montezuma lui-même, capturé préalablement par le faux Montezuma. Utilisant un masque, Axaya s’est fait passer pour l’empereur pendant tout ce temps. Le grand prêtre ne voulait pas que Montezuma fasse la paix avec Cortès et ses hommes. Axaja parvient à s’échapper de la pièce où il avait enfermé Montezuma. 
Ensuite, Axaja attaque le palais avec son armée, mais les amis se retranchent. Lorsqu’ils risquent de perdre, Pepita vient à la rescousse. Puis les troupes impériales arrivent également. Les rebelles sont faits prisonniers et, peu de temps après, Fernando Cortès arrive aux portes de la ville. Il n’a emmené que trois cents hommes et quelques dizaines de chevaux pour ce long voyage. La rencontre se passe bien et Mitlo est récompensé par Montezuma. Pepita peut être emmenée par les amis aux Pays-Bas pour passer son temps dans les verts pâturages. 
L’une des dernières images raconte brièvement comment les choses continuent dans l’empire aztèque. L’amitié entre Cortès et Montezuma semble être de courte durée, Montezuma meurt dans une nouvelle bataille et son successeur doit se soumettre aux Espagnols.

## Personnages principaux
- Lambique
- Bob
- Bobette

## Personnages secondaires
- Don Alvarez de Leon (employé par Fernando Cortez)
- Montezuma
- Dokus le meunier
- Diego Velazquez de Cuellar
- Géronimo de Aguilar

## Lieux et époque
L'histoire se déroule en grande partie dans l'empire aztèque au début du XVIe siècle. En 1519, Fernando Cortez, 34 ans, commissionné par le gouverneur Diego Velasquez, a navigué de Cuba vers l'Amérique centrale, où il a découvert l'empire aztèque.

## Autour de l'album
- Cette histoire est basée sur les conquistadors qui ont conquis l'Amérique centrale et l'Amérique du Sud au XVIe siècle.
- Il y a une controverse sur cette histoire car les personnages principaux aident les conquistadors espagnols à acquérir la culture aztèque . Dans la vraie histoire, les colons espagnols ont détruit cette culture authentique et exterminé le peuple aztèque.
- À la fin, Vandersteen fait une apparition, lorsque Lambique lui demande ce qui va arriver à Pepita.
- Vandersteen a peut-être été inspiré pour Le Cheval d'or par le meilleur cheval de l'empereur romain Commode (161-192 avant J.-C.). Il a montré son animal préféré comme un adieu au peuple pendant les courses de chars; avant le spectacle, il peint en jaune et dore les sabots. Le cheval s'appelait Pertinax, qui est proche du nom de Pepita[2].

## Éditions
- Het gouden paard, 1969, Standaard : éditions en néerlandais et quadrichromie
- Het gouden paard / Le Cheval d'or, 1997, Standaard : rééditions de la série bleu classique en néerlandais / français
- Le Cheval d'or, 1969, Erasme : édition en français